# André-Marie Ampère
Pour les articles homonymes, voir Ampère.
André-Marie Ampère (Lyon, 20 janvier 1775, – Marseille, 10 juin 1836) est un mathématicien, physicien, chimiste et philosophe français. Il a été membre de l'Académie des sciences, ainsi que professeur à l'École polytechnique et au Collège de France.
Ampère contribue au développement des mathématiques en physique. Il fait d'importantes découvertes dans le domaine de l'électromagnétisme. Il découvre et théorise l'électrodynamique et propose une unification de l'électricité et du magnétisme où ce dernier dérive du premier. Il propose une théorie microscopique du magnétisme et il conjecture l'origine du magnétisme terrestre comme originé par des courants internes à la planète. Il est également l'inventeur de la méthode de point zéro pour les mesures physiques et invente le solénoïde. Il proposa également un principe de télégraphe électrique et avec François Arago démontre l'aimantation du fer et de l'acier par le courant, préfigurant l'invention de l'électroaimant.
Ampère est considéré comme l'un des précurseurs de la mathématisation de la physique, et comme l'un des derniers savants universels. Il a contribué a moderniser le vocabulaire de l'électricité, donnant leur sens moderne aux termes « courant » et « tension », et introduisant la notion de circuit électrique. Son nom a été donné à l'unité internationale de l'intensité du courant électrique : l'ampère. Il fait également partie des soixante-douze savants dont le nom est inscrit sur la tour Eiffel.
Ampère a également contribué à la chimie. Partisan de l'atomisme, il a proposé une classification des éléments connus à son époque. Il a apporté une contribution significative à la découverte de plusieurs halogènes. Il a aussi découvert, indépendamment d'Amedeo Avogadro, la loi qui porte aujourd'hui le nnom de loi d'Avogadro, parfois appeelée loi d'Avogadro-Ampère.
Il est par ailleurs un brillant philosophe, auteur d’une pensée originale et complexe. Émile Bréhier a vu en lui l’« un des esprits les plus étendus de son temps, les moins asservis à la politique et aux modes philosophiques passagères ».

## Biographie

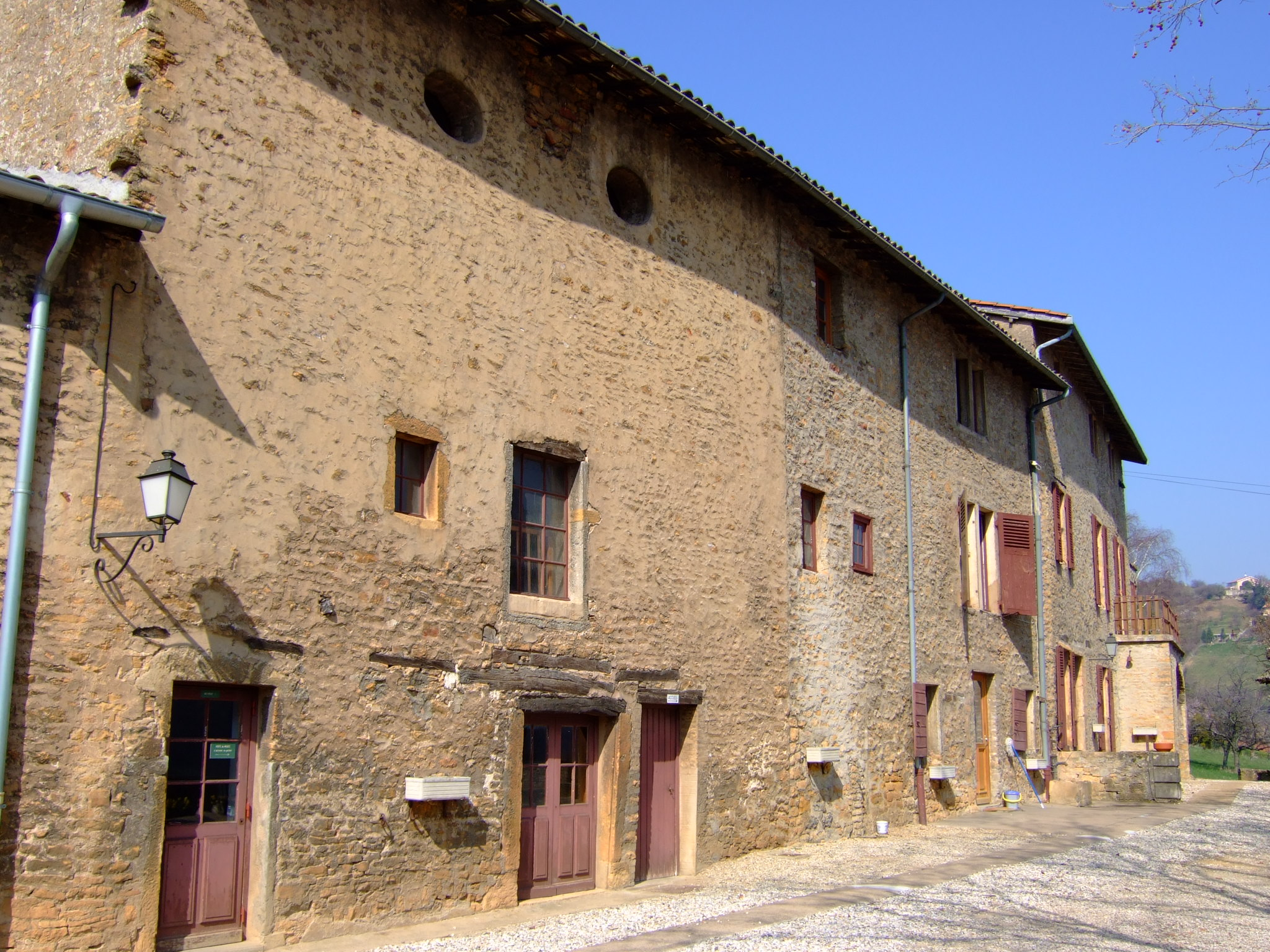
Maison d'enfance d'Ampère à Poleymieux. Elle héberge aujourd'hui le Musée Ampère.

André-Marie Ampère est le fils de Jeanne Antoinette de Sutières-Sarcey et de Jean-Jacques Ampère, un riche négociant en soie de l'agglomération lyonnaise. Il passe son enfance et son adolescence dans la maison familiale située à Poleymieux-au-Mont-d'Or. Son père est un fervent disciple du philosophe Jean-Jacques Rousseau, dont les théories en matière d'éducation sont au fondement même de l'éducation du jeune André-Marie. Ce dernier se forme librement en puisant dans la bibliothèque de son père. Son éducation repose notamment sur la lecture de L'Histoire naturelle de Buffon et de L'Encyclopédie de Diderot et d'Alembert. Son premier véritable contact avec les mathématiques a lieu à l'âge de treize ans au cours de la lecture des Éléments de mathématiques de Dominique-François Rivard. Naît alors chez lui une véritable passion pour l'algèbre et les coniques. Sachant lire le latin, il s'intéresse ensuite aux travaux d'Euler et de Bernoulli. En 1790, son professeur le pousse à présenter à l'Académie des Sciences et Belles-Lettres de Lyon un mémoire relatif à un problème de géométrie sur l'arc de cercle dans la rubrique « quadrature du cercle ». Interrogé par les Académiciens, André-Marie soutient sa démonstration avec autant de conviction que de compétence. Ces derniers s'avouent sidérés par l'étendu de des connaissances de ce garçon de 15 ans qui n'a jamais été scolarisé.
Pendant la Révolution, le père d'André-Marie retourne à Lyon pour y exercer les fonctions de juge de paix. Il prend fermement position contre les excès révolutionnaires qui mènent au soulèvement et au siège de Lyon. Ayant fait arrêter le chef des Jacobins lyonnais, il est condamné à la peine capitale et guillotiné le 25 novembre 1793. La nouvelle de cette exécution plonge André-Marie, jusque-là tenu dans l'ignorance des évènements politiques, dans un état de prostration intellectuelle extrêmement profond. En 1796, Ampère s'éprend de Julie Carron, dont la famille habite Saint-Germain, à proximité de Poleymieux. Sans véritable situation, Ampère est contraint d'attendre le 6 août 1799 pour épouser Julie. Un an plus tard, naît leur fils Jean-Jacques, dont le prénom est un hommage à son grand-père paternel.
Pendant les premières années de son mariage, Ampère installe chez lui un petit laboratoire et y dispense des cours privés de mathématiques, de physique et de chimie. Il fréquente également plusieurs cercles de réflexion au sein de la bourgeoisie lyonnaise, traitant de sujets variés. Il fait ainsi la connaissance de personnages éclairés tels que Pierre-Simon Ballanche ou Gilles Coupier. En 1801, il est nommé professeur de physique-chimie à l'école centrale du département de l'Ain, à Bourg-en-Bresse. Il publie en 1802 son premier mémoire d'importance intitulé Considérations sur la théorie mathématique du jeu. Ce dernier attire l'attention de l'astronome Delambre, dont la recommandation lui permet d'être nommé professeur de mathématiques transcendantes au lycée de Lyon. Entre-temps, sa femme Julie, gravement malade, est restée à Lyon en compagnie de leur jeune enfant. Elle meurt en 1803 au moment même où Ampère revient dans sa ville natale.
Bouleversé par cette nouvelle épreuve, il quitte la région lyonnaise pour s'installer à Paris. Soutenu par Delambre et remarqué par le mathématicien Lagrange, il est nommé répétiteur d'analyse à l'École polytechnique en 1804.
Le 1er août 1806, il épouse en secondes noces Jeanne-Françoise Potot avec laquelle il a une fille prénommée Albine née en 1807. Ce second mariage se termine par une séparation au cours de l'année 1807. Profondément tourmenté par sa vie sentimentale, Ampère est assailli de doutes religieux et se passionne pour la philosophie, qu'il qualifie de « seule science importante ».
À partir de 1809, Ampère est professeur d'analyse et de mécanique à l'École polytechnique jusqu'à sa démission en 1828.
Savant indéniablement génial, André-Marie Ampère était une personnalité parfois déconcertante, notamment en raison de sa légendaire distraction. Ce trait de caractère, qui peut avoir découlé de son mode d'éducation très particulier, était célèbre parmi ses contemporains et a probablement inspiré Christophe, un des premiers auteurs de bande dessinée, quand il créa le savant Cosinus. L'une des anecdotes les plus célèbres rapportée par Pierre Larousse concernant Ampère montre ce dernier, préoccupé par un calcul mathématique, tirant une craie de sa poche et, se croyant devant un tableau noir, ébauchant  de complexes calculs mathématiques sur la carrosserie d'un Omnibus à chevaux, qui démarra en emportant l'équation presque résolue.
Il entre parallèlement à l'Académie des sciences en novembre 1814 dans la section de géométrie. Entre 1819 et 1820, il enseigne la philosophie à la faculté des lettres. Il est ensuite élu à la chaire de physique du Collège de France en 1824, succédant à Louis Lefèvre-Gineau.
Inspecteur général de l'Université, Ampère passe plusieurs mois par an à visiter les lycées de province. Il meurt au cours de l'une de ces tournées, en 1836, dans les locaux de l'infirmerie du lycée Thiers à Marseille, où il est inhumé dans l’indifférence.
En 1869, des amis de son fils Jean-Jacques — historien, mort en 1864 — font ramener sa dépouille à Paris, pour l'enterrer aux côtés de ce dernier, au cimetière de Montmartre. Le père et le fils reposent ainsi dans la 30e division, sous une stèle ornée de deux médaillons, œuvres du sculpteur Charles Gumery.

## Découvertes majeures
Ampère s'est intéressé à de nombreux domaines des sciences tels que l’électricité, le magnétisme, les affinités chimiques, l’histoire naturelle, la botanique ; il s'est aussi intéressé à la poésie et à la métaphysique. Ses principales découvertes concernent l'électromagnétisme et la chimie. Ampère a également abordé les mathématiques, notamment la théorie des probabilités et l'étude de l'intégration des équations aux dérivées partielles.
En 1820, à partir de l'expérience de Hans Christian Ørsted, il étudie la relation entre magnétisme et électricité. Il découvre que la direction dans laquelle se déplace l'aiguille d'une boussole dépend de la direction du courant électrique qui circule à proximité et en déduit la règle dite du « bonhomme d'Ampère » : le bonhomme est couché sur le conducteur ; le courant, qui va par convention du plus vers le moins, le parcourt des pieds vers la tête ; il a les yeux dirigés vers l'aiguille aimantée. Le pôle nord de cette aiguille se déplace alors vers sa gauche. Cette règle se représente aussi par la règle de la main droite : si l'on écarte les trois premiers doigts de la main droite de sorte que le majeur indique la direction du champ magnétique et le pouce celle du mouvement, le courant circule alors dans la direction indiquée par l'index.
La loi d'Ampère la plus connue est celle de l'électrodynamique. Elle décrit les forces que deux conducteurs parallèles parcourus par des courants électriques exercent l'un sur l'autre. Si le sens du courant est le même dans les deux conducteurs, ceux-ci s'attirent ; si le courant se déplace dans des sens opposés, les conducteurs se repoussent. Il décrit également la relation qui existe entre la force du courant et celle du champ magnétique correspondant. Ces travaux fondent l'électrodynamique et influencent considérablement la physique du XIXe siècle.
Ampère interprète le phénomène du magnétisme par la théorie du courant moléculaire, selon laquelle d'innombrables particules minuscules, chargées électriquement, seraient en mouvement dans le conducteur. Cette théorie est rejetée par les scientifiques de son époque et ne parvient à s'imposer que soixante ans plus tard avec la découverte des électrons.
Outre son travail sur l'électrodynamique, il tente d'expliquer certains phénomènes chimiques par la géométrie des molécules et émet parallèlement à Avogadro l'hypothèse que le nombre de molécules contenues dans un gaz est proportionnel à son volume. Aujourd'hui ce cas particulier de l'équation des gaz parfaits est connue comme loi d'Avogadro ou d'Avogadro-Ampère. Par ailleurs, dans la querelle sur la nature du chlore, il est l'un des premiers à plaider pour « le chlore, corps simple », contre l'idée alors répandue du « chlore, composé oxygéné de l'acide muriatique » (aujourd'hui chlorhydrique).
En mathématiques, une équation aux dérivées partielles du second ordre, non-linéaire est connue comme équation de Monge-Ampère, problème étudié d'abord par Gaspard Monge en 1784 puis par André-Marie Ampère en 1820.
Ami de Ballanche et de Gilles Coupier, personnellement soucieux de philosophie, Ampère a également publié une importante classification des sciences.

## Distinctions
De son vivant déjà, Ampère est reconnu par ses pairs comme un savant de première catégorie :
- en 1808, Napoléon le nomme inspecteur général de l'Université française impériale, récemment créée ;
- en 1814, il est élu membre de l'Académie des sciences à Paris.

Il est également correspondant de plusieurs académies européennes, et entretient des relations nourries avec la plupart des savants qui lui sont contemporains.

## Hommages

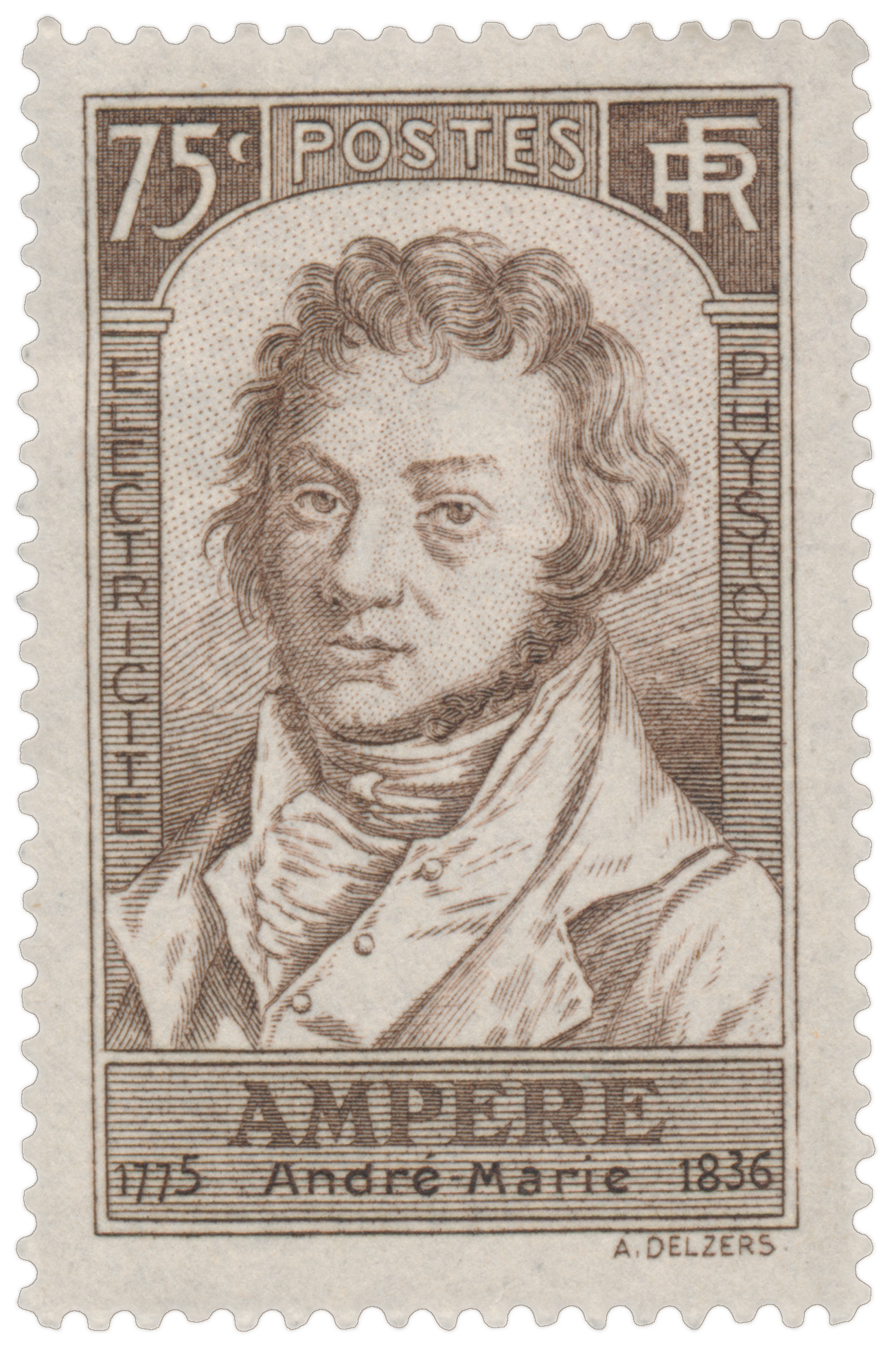
Timbre édité en 1936 en l'honneur du centenaire de la mort d’Ampère.

Le nom d'André-Marie Ampère a été donné à l'unité internationale d'intensité électrique : l'ampère (symbole A). Ampère est le seul, avec Lord Kelvin, à avoir donné son nom à l'une des sept unités de base du Système international. Son nom est également associé à un prix décerné par l'Académie des sciences française, le prix Ampère et apparaît sur la Tour Eiffel. La maison familiale située à Poleymieux-au-Mont-d'Or où le savant passe son enfance et son adolescence est aujourd'hui un musée de l'électricité qui lui est dédié, le Musée Ampère. Créée en 1930, la Société des Amis d'André-Marie Ampère gère le Musée Ampère et fait vivre sa mémoire. André-Marie Ampère a suscité de nombreux hommages nationaux et internationaux en particulier dans la célébration du centenaire et bicentenaire de ses découvertes respectivement en 1920 et 2020. Son image apparaît notamment sur un timbre postal brun de 1936 valant 75 centimes.
La ville d'Ampère North (en) dans le New Jersey a été nommée en son honneur.
Son nom est également associé à Lyon à une station de la ligne A du métro, la station Ampère - Victor Hugo, à un laboratoire de recherche en génie électrique, unité mixte de recherche du CNRS ou à la Fédération de Recherche André Marie Ampère de Lyon et Saint-Étienne.
Trois navires-câbliers, d'abord affrétés par l'Administration des PTT, puis par France Télécom, ont porté son nom : Ampère 1 de 1864 à 1924, Ampère 2 de 1930 à 1944, puis Ampère 3 de 1951 à 1984.
Une ville au Brésil, porte le nom « Ampére » (avec l'accent aigu), d'après la rivière homonyme qui la traverse elle même nommée en honneur à André-Marie Ampère.
Un astéroïde, (10183) Ampère, porte son nom.
Le prix Ampère de l'Électricité de France est décerné chaque année par l'Académie de Sciences.

## Publications

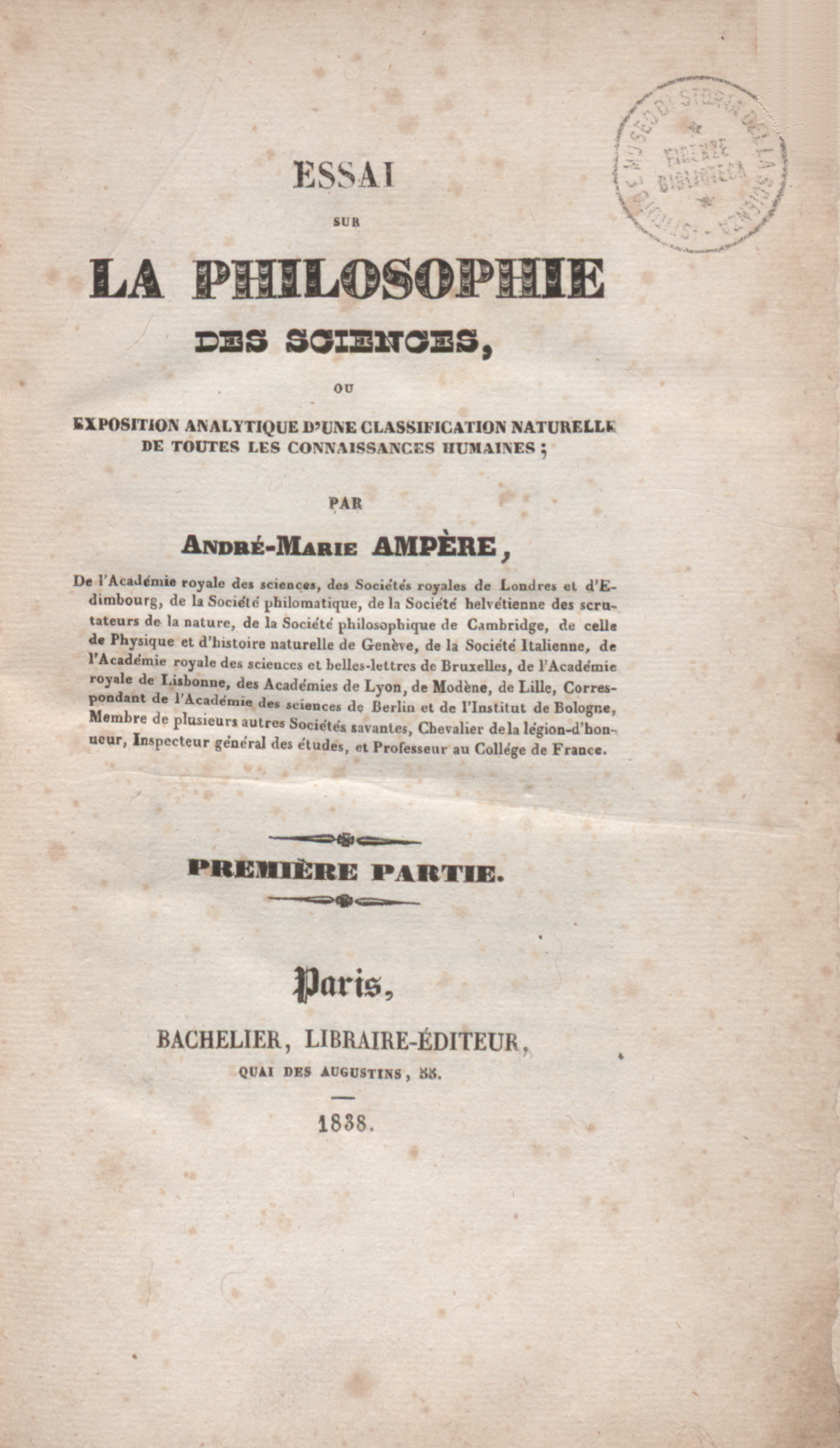
Essai sur la philosophie des sciences, 1838.

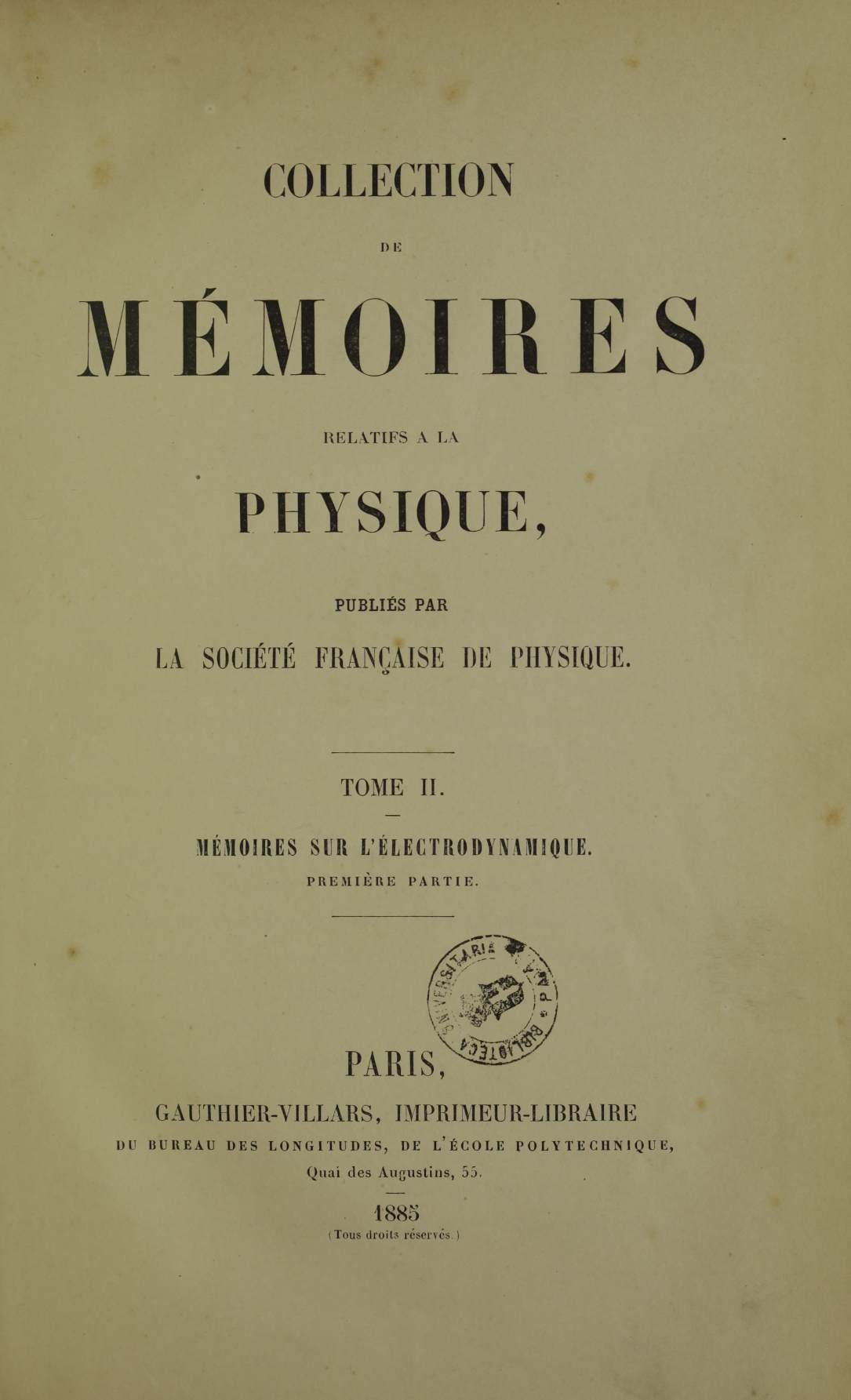
Mémoires sur l'électrodynamique, tome II, 1885.

- Essai sur la philosophie des sciences, ou Exposition analytique d'une classification naturelle de toutes les connaissances humaines. 1e partie, André-Marie Ampère, Paris, 1834-1843 ; (lire dans Gallica)
- Le grand Ampère, d'après des documents inédits , Louis de Launay  (1860-1938), Paris : Perrin & Cie,1925. (lire dans Gallica)
- Description d'un appareil électro-dynamique construit, M. Ampère, Paris : Crochard, 1824, (lire dans Gallica)
- Mémoires sur l'électromagnétisme et l'électrodynamique, André-Marie Ampère, Paris : Gauthier-Villars, 1921 (lire dans Gallica)
- Exposé méthodique des phénomènes électro-dynamiques et des lois de ces phénomènes, André-Marie Ampère, Paris : Plasson, [1822] (lire dans Gallica)
- Considérations sur la théorie mathématique du jeu, Frères Perisse, Lyon, 1802  (ISBN 9782876473263)
- Mémoire sur la théorie mathématique des phénomènes électrodynamiques uniquement déduite de l'expérience, dans lequel se trouve réunis les Mémoires que M. Ampère a communiqués à l'Académie royale des Sciences, dans les séances des 4 et 26 décembre 1820, 10 juin 1822, 22 décembre 1823, 12 et 21 septembre 1825, dans Mémoires de l'Académie des sciences de l'Institut de France - Année 1823, Gauthier-Villars, Paris, 1827, tome 6, p. 175-388 (lire en ligne)
- Description d'un appareil électro-dynamique, Bachelier, Paris, 1826  (ISBN 9781110798247)
- Sur la théorie mathématique des phénomènes électro-dynamiques, uniquement déduite de l'expérience, Firmin Didot, Paris, 1827  (ISBN 9782876470682)
- Essai sur la philosophie des sciences, ou, Exposition analytique d'une classification naturelle de toutes les connaissances humaines, Bachelier, Paris, 1834  (ISBN 9781270918905)
  - Essai sur la philosophie des sciences, vol. 1, Paris, Bachelier, 1838 (lire en ligne)
  - Essai sur la philosophie des sciences, vol. 2, Paris, Bachelier, 1843 (lire en ligne)
  - Tome 1, Mallet-Bachelier (Paris), 1856, Texte en ligne disponible sur LillOnum
  - Tome 2, Bachelier (Paris), 1843, Texte en ligne disponible sur LillOnum
- Journal et correspondance, Parigi, 1872.
  - Journal et correspondance, Paris, Paul Ollendorff, 1893 (lire en ligne)
- Mémoires sur l'électrodynamique, vol. 1, Paris, Gauthier-Villars, 1885 (lire en ligne)
  - Mémoires sur l'électrodynamique, vol. 2, Paris, Gauthier-Villars, 1887 (lire en ligne)
- Mémoires sur l'électromagnétisme et l'électrodynamique, Paris, Gauthier-Villars, 1921 (lire en ligne)

## Galerie

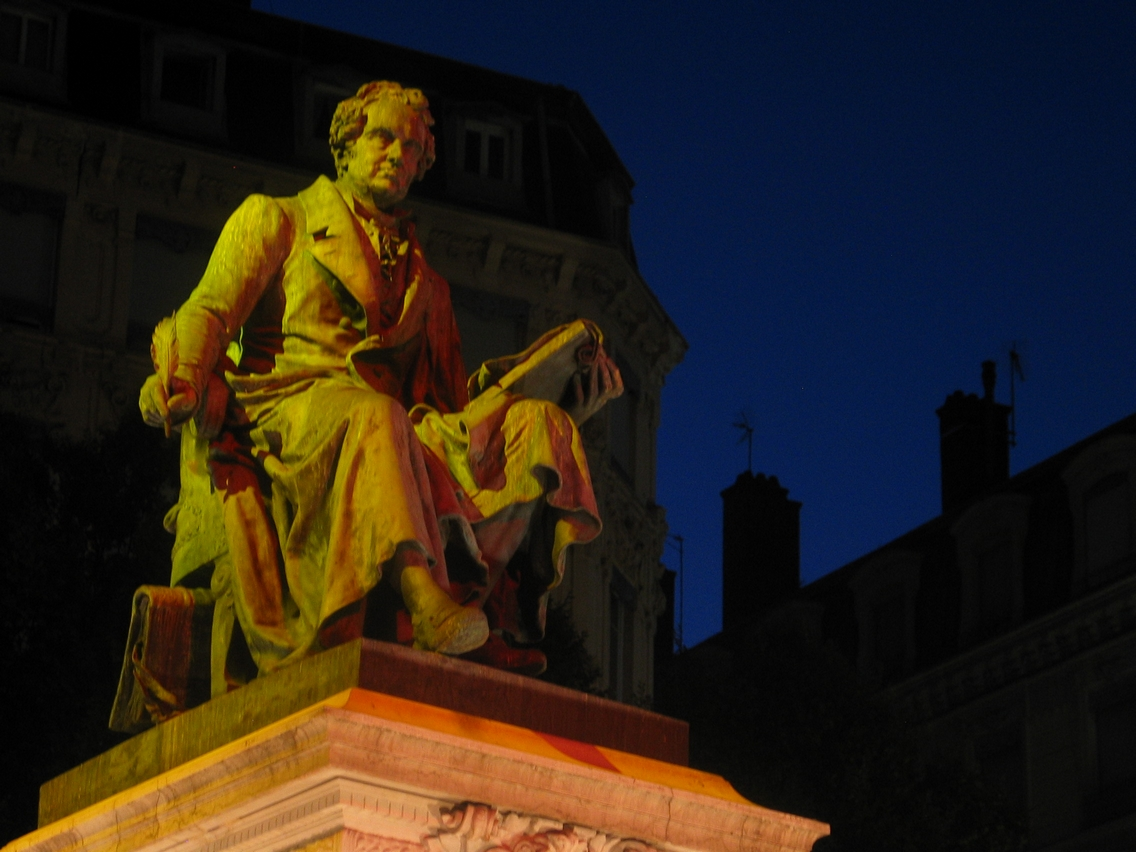
Monument à Ampère, place Ampère sur la Presqu'île à Lyon.
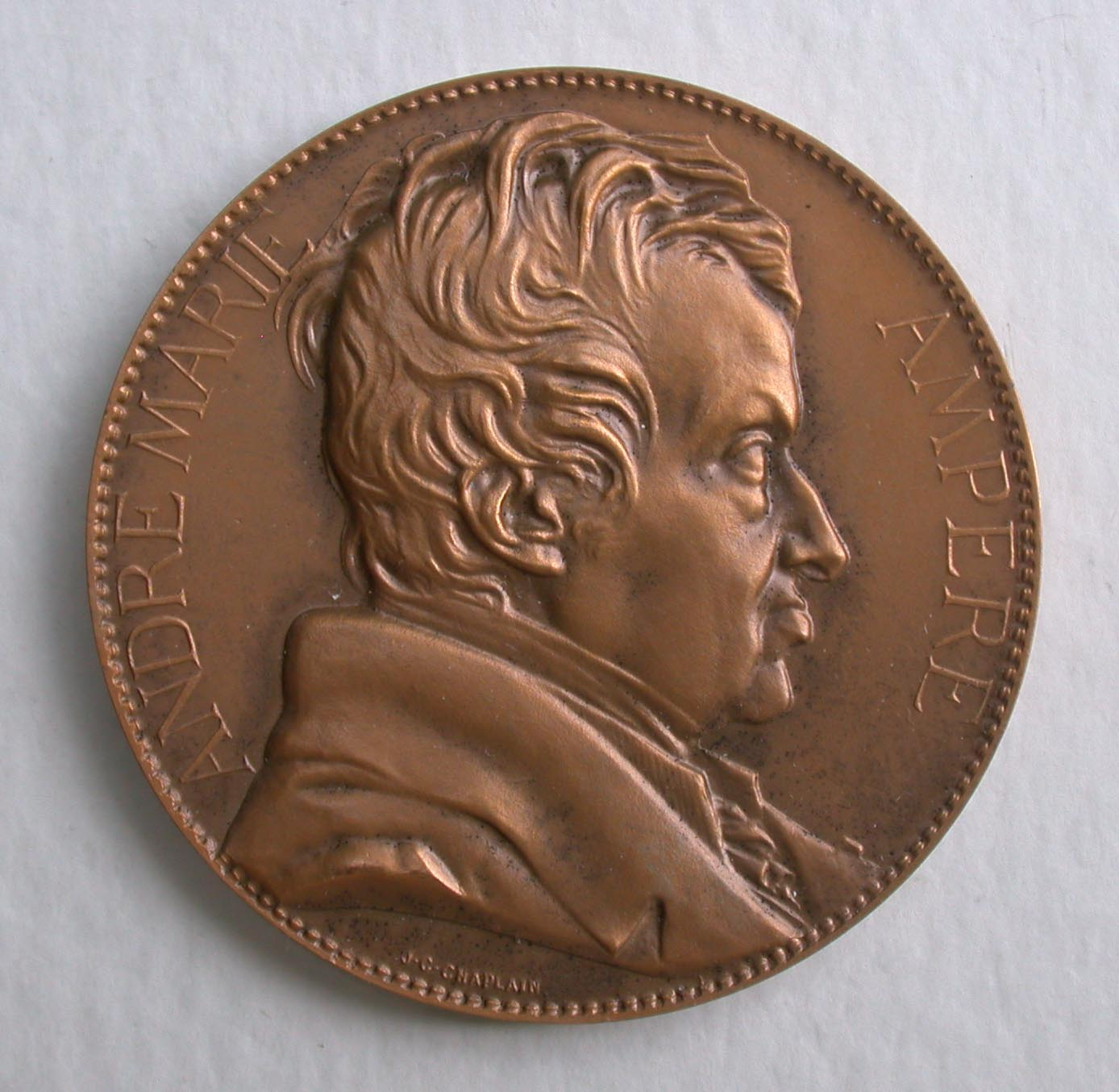
Médaille André-Marie Ampère (1775-1836). La société française des électriciens. Graveur Jules Chaplain (1839-1909). Avers.
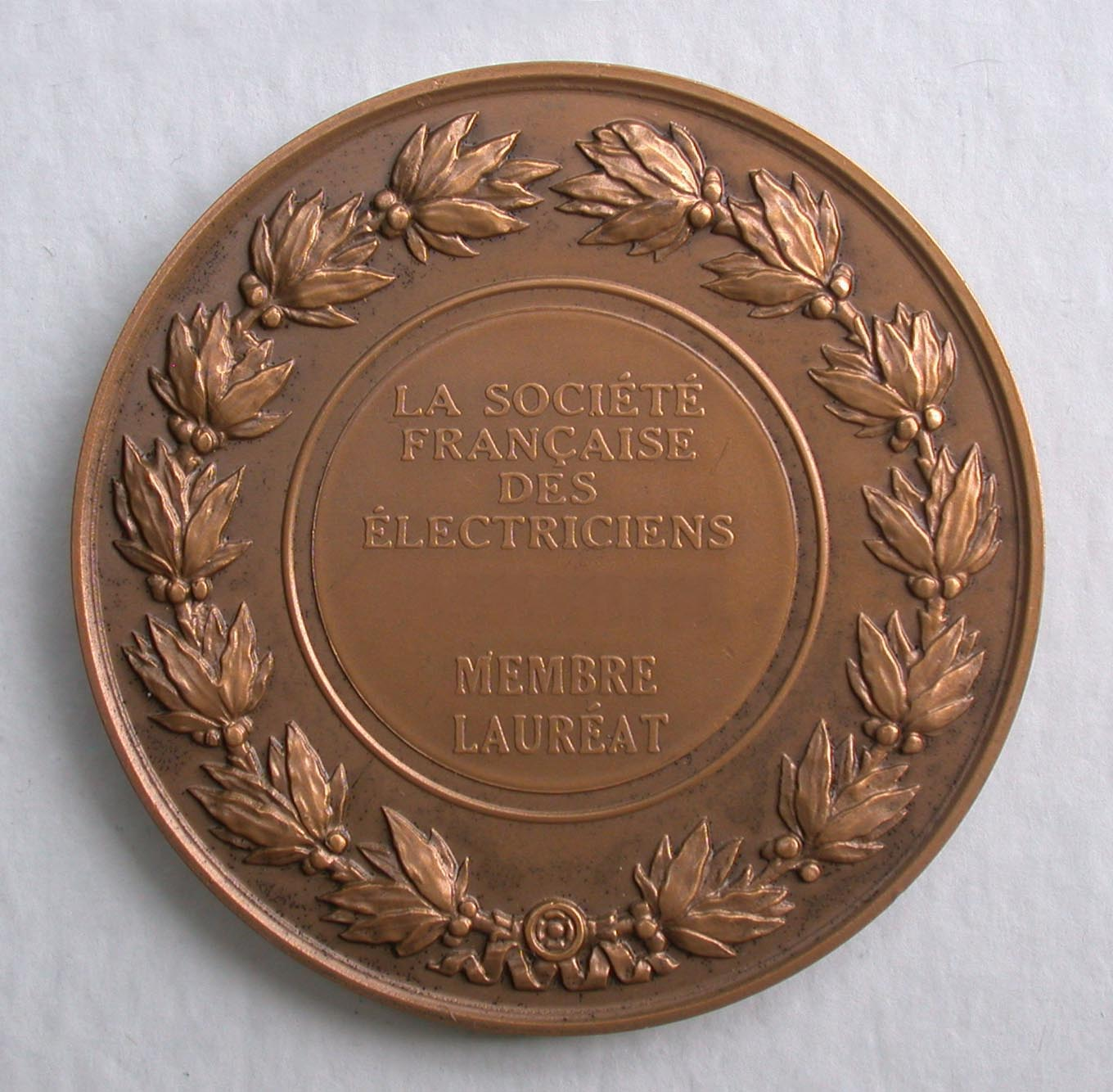
Médaille André-Marie Ampère (1775-1836). La société française des électriciens. Graveur Jules Chaplain (1839-1909). Revers.

#### Bases de données et dictionnaires
- Ressources relatives aux beaux-arts :   - Bridgeman Art Library
  - National Portrait Gallery
  - RKDartists
  - Union List of Artist Names
- Ressources relatives à la recherche :   - Académie royale de Belgique
  - La France savante
  - Isidore
- Ressource relative à la santé :   - Bibliothèque interuniversitaire de santé
- Ressource relative à la vie publique :   - base Léonore
- Notices dans des dictionnaires ou encyclopédies généralistes :   - Britannica
  - Brockhaus
  - Den Store Danske Encyklopædi
  - Deutsche Biographie
  - Enciclopedia italiana
  - Enciclopedia De Agostini
  - Gran Enciclopèdia Catalana
  - Hrvatska Enciklopedija
  - Internetowa encyklopedia PWN
  - Nationalencyklopedin
  - Proleksis enciklopedija
  - Store norske leksikon
  - Treccani
  - Universalis
  - Visuotinė lietuvių enciklopedija
- Notices d'autorité :   - VIAF
  - ISNI
  - BnF (données)
  - IdRef
  - LCCN
  - GND
  - Italie
  - CiNii
  - Espagne
  - Belgique
  - Pays-Bas
  - Pologne
  - Israël
  - NUKAT
  - Catalogne
  - Suède
  - Norvège
  - Tchéquie